# Вугленосність
Вугленосність (рос. угленосность, англ. tenor of coal, coal content, presence of coal; нім. Kohlenführung) — величина, що характеризується даними про кількість вугільних пластів, потужність і будову кожного з них, розподіл їх у розрізі вугленосної товщі, форму покладів, петрографічні типи, хіміко-технологічні характеристики та умови утворення вугілля. Для порівняльної характеристики вугленосності вугільних басейнів, родовищ, а також для кількісної оцінки прогнозних ресурсів вугілля на слабко вивчених територіях використовуються коефіцієнт вугленосності та вуглещільність.
Коефіцієнт вугленосності виражається відсотковим відношенням сумарної потужності всіх або тільки робочих пластів до загальної потужності вугленосних формацій, що їх утримують.
Вуглещільність виражається в кількості запасів вугілля, укладених у вугленосній формації (світі, горизонті), на одиницю площі її загального поширення або в прийнятих межах геолого-промислової оцінки. Для окремих геолого-промислових районів Донецького басейну загальна вугілещільність (з урахуванням запасів у вугільних пластах потужністю понад 0,45 м) коливається в межах 1-10 млн т/км², промислова (запасів у робочих пластах) 1,2-5 млн т/км². Значення вуглещільності Дніпровського басейну 2,7-12 млн т/км².